# Pirogalol
Pirogalolul, cunoscut și ca acid pirogalic, este un compus organic cu formula C6H3(OH)3, aparținând grupei fenolilor. Este un solid alb dar, datorită sensibilității sale față de oxigen, eșantioanele sunt de obicei maronii. Este unul dintre cei trei izomeri ai benzentriolului. 
Este folosit ca antiseptic în medicină și ca revelator în tehnica fotografică.

## Obținere
Pirogalolul a fost obținut prima dată de către Carl Wilhelm Scheele (în 1786), încălzind acidul galic. La rândul său, acidul galic se obține din tanin. Încălzirea produce decarboxilarea: